# Cerkev sv. Petra in Pavla, Osilnica
Cerkev svetega Petra in Pavla v Osilnici je župnijska cerkev Župnije Osilnica.
Prvotna cerkev svetega Petra in Pavla je bila zgrajena na mestu, kjer je današnja, in je bila manjša. Temelje cerkve so morali utrditi  s piloti, saj bi jih podtalnica spodjedla. V preteklosti je namreč Čabranka ob poplavah večkrat menjavala strugo ali prestopila bregove in po eni večjih poplav, si je začasno urezala strugo blizu cerkve.
Osilniška cerkev je postala zaradi vse večjega števila prebivalcev pretesna in potrebna tudi popravila. Velikega projekta, izgradnje nove cerkve se je lotil župnik Jakšič. Opremljanje cerkve pa sta potem dokončala župnika Videmšek in Henigman. Staro, taborsko cerkev in obzidje okrog nje so porušili in zgradili novo cerkev v novogotskem stilu (1875 - 1876). Od prejšnje cerkve je ostal samo zvonik. V njem so trije zvonovi, najmanjši ima letnico 1644. Ob gradnji nove cerkve so prestavili pokopališče. Del posmrtnih ostankov so prenesli na novo pokopališče, del pa so jih dali v kostnico pod korom. Tu je tudi vzidan nagrobnik z letnicama 1877 in 1749.
Stavba cerkve je zasnovana v obliki grškega križa z zelo kratkimi kraki. Osrednji prostor je prekrit s sferično kupolo na tendantivih. Prezbiterij je ožji od centralnega prostora in je ločen s polkrožnim slavolokom. Glavni oltar je delo domačina Petra Rutarja. Cerkev so opremljali dlje časa, ker so jo gradili in opremljali s prispevki faranov. Križev pot so postavili 1882. Stranske oltarje so postavili kasneje in naročili oltarne slike pri Janezu Šubicu iz Škofje Loke (1886), zbrali denar za orgle (1886, mojster Zupan iz Kamne Gorice), krstni kamen (1887) in zvonove.  Leta 1884 so postavili in blagoslovili veliki križ na novem pokopališču.
Leta 1937 so poslali oltarne in druge Šubiceve slike na razstavo v Narodno galerijo v Ljubljano. Ob tej priložnosti so zamenjali oltarni sliki Poklon Treh kraljev in sliko svetega Kozma in Damjana ter še tri neznane slike s podstrešja, za kopiji in nekaj denarja, ki so ga namenili za  popravilo cerkve.